# Belichtungsfusion

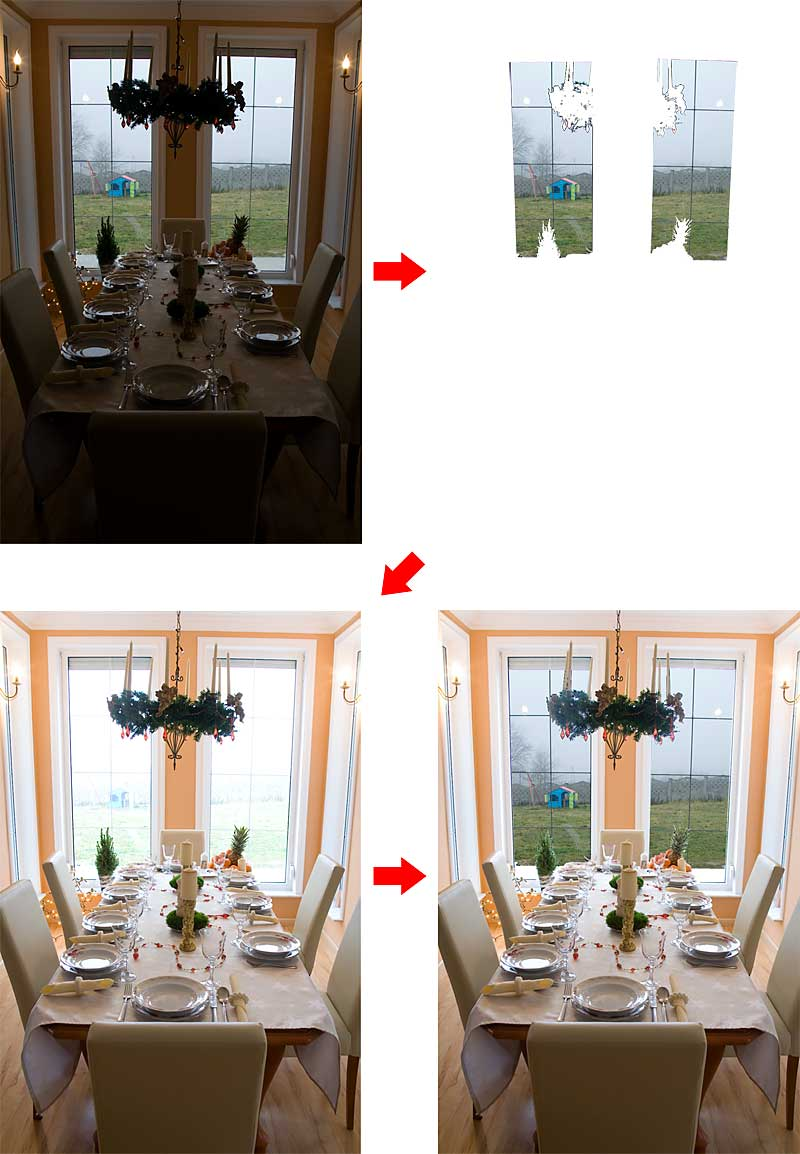
Beispiel für manuelle Belichtungsfusion

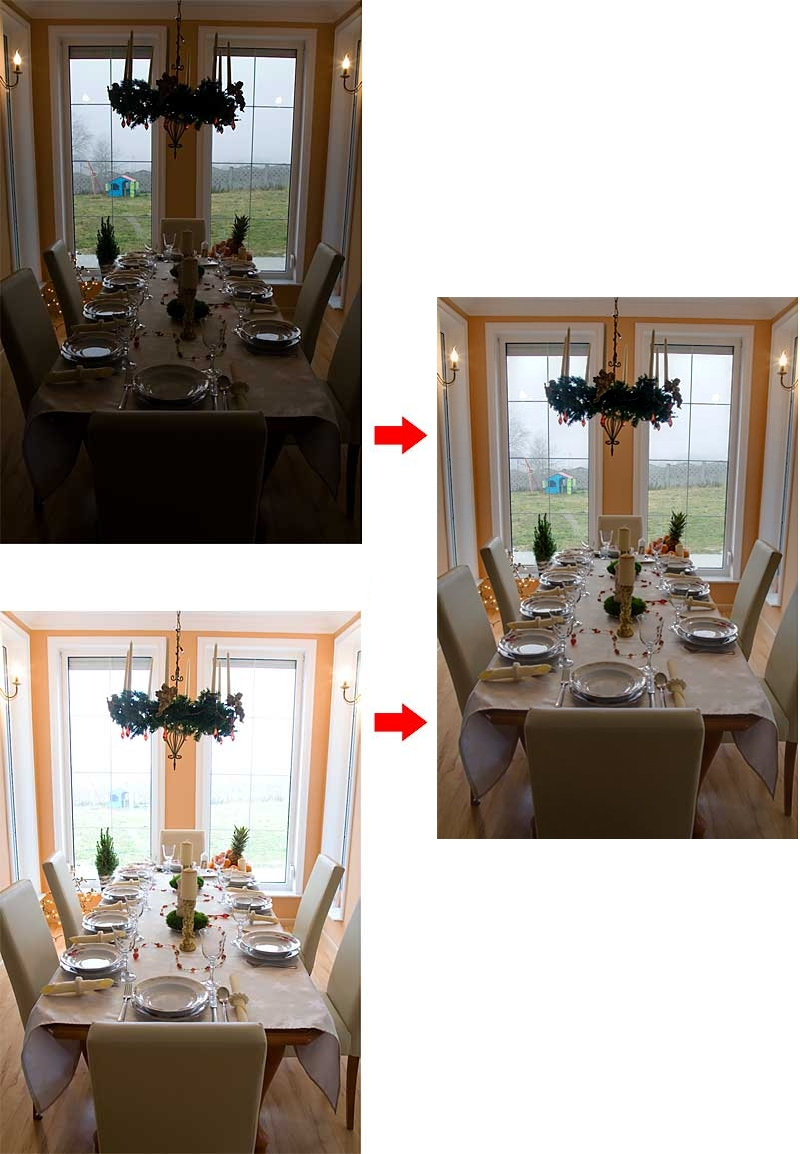
Ergebnis mit automatischer Belichtungsfusion

Als Belichtungsfusion (Exposure Fusion), Belichtungsvermischung (Exposure Blending), Kontrastumfangserhöhung (Dynamic Range Increase, DRI) oder Pseudo-HDR werden in der digitalen Bildbearbeitung Verfahren bezeichnet, um mit unterschiedlichen Belichtungszeiten aufgenommene Einzelbilder des gleichen Motivs (Belichtungsreihe) so zu einem einzigen Bild zu kombinieren, dass über- und unterbelichtete Bereiche weitgehend vermieden werden und mehr Details erhalten bleiben. Belichtungsfusion ist eine reine Methode der Bildbearbeitung, bei der der Dynamikumfang des Bildes nicht erhöht wird; der Begriff „Kontrastumfangserhöhung“ bzw. „DRI“ ist daher irreführend.

## Abgrenzung zur HDR-Fotografie
Belichtungsfusion verfolgt ähnliche Ziele wie die HDR-Fotografie (siehe auch HDRI-Erzeugung aus Belichtungsreihen), ist technisch aber einfacher aufgebaut. Es werden keine temporären HDR-Bilder erzeugt, die anschließend mittels Tonemapping wieder in darstellbare Bilder konvertiert werden müssen. Dieser vereinfachte Prozess ist im Allgemeinen schneller als die Erzeugung von HDR-Bildern mit anschließendem Tonemapping und erreicht bei geeigneten Verfahren eine vergleichbare Qualität.

## Verfahren
Bei der manuellen Belichtungsfusion werden mit einem üblichen Bildbearbeitungsprogramm die einzelnen Aufnahmen der Belichtungsreihe zusammengefügt, wobei jeweils die hellsten Stellen eines Bildes durch die entsprechenden Stellen aus dem nächstdunkleren Bild ersetzt werden, siehe nebenstehendes Bild.
Es wurden Algorithmen entwickelt, mit denen das oben beschriebene manuelle Verfahren automatisiert und verbessert werden kann. Diese automatischen Verfahren bestehen dabei aus zwei Teilschritten: 
- Schritt 1: Erkenne in jedem Bild der Belichtungsreihe die korrekt belichteten Bildteile.
- Schritt 2: Kombiniere diese Bildteile zu einem Gesamtbild, das dann im Wesentlichen nur aus den korrekt belichteten Bildteilen der einzelnen Teilbilder besteht.

Technisch eng verwandt mit der Belichtungsfusion ist das Verfahren des Focus stacking. Beim Focus stacking wird in Schritt 1 ein anderes Kriterium zur Bestimmung der zu verwendenden Bildteile benutzt, die Kombination der einzelnen Bildteile (Schritt 2) erfolgt aber analog.